# Lillian Knudsen
Lillian Krogh Knudsen (født 27. juli 1945 i Aalborg) er en dansk fagforeningskvinde og forbundsformand for Kvindeligt Arbejderforbund (KAD) fra 1985 til fusionen med 3F i 2005. Hun arbejdede mellem 2005 og 2007 for 3F som gruppeformand inden for Privat Service, Hotel & Restauration. Siden 2005 er hun opstillet som kommunalpolitiker i Dragør for Socialdemokratiet. Gift anden gang med Harald Børsting.
Lillan Knudsen er datter af arbejdsmand og socialdemokrat Lauritz Christian Sørensen og Anna Krogh. Hun startede efter folkeskolen som ufaglært fabriksarbejder og blev i 1964 organiseret i Kvindeligt Arbejderforbund. To år senere blev hun tillidsrepræsentant på Bates Sækkefabrik i Nørresundby. Lillan Knudsen flyttede i 1971 til København, hvor hun arbejdede hos ISS i lufthavnen, her havde hun flere fagforeningstillidserhverv. I 1977 blev hun afdelingsformand for KAD i København og i 1978 valgt til hovedbestyrelsen, siden blev hun den 1. april 1985 forbundsformand for KAD.